# Eddie Long
Eddie Long (Ottawa, Canadá; 11 de junio de 1933 – 28 de julio de 2023) fue un jugador de hockey sobre hielo canadiense que jugó en la posición de Ala derecha durante catorce temporadas y fue dos veces seleccionado en el primer equipo de la International Hockey League.

## Carrera
Jugó prácticamente toda su carrera profesional con el Fort Wayne Komets, ya que en la temporada de 1957/58 jugó un partido de playoff con los Louisville Rebels como reemplazo del lesionado Marcus Groleau, teniendo esa temporada el logro de haber enfrentado dos veces a un mismo equipo en los playoffs de la misma temporada.
Integró el primer equipo de la liga en 1962 y 1963; y se retiraría como profesional en 1966, pero siguió activo por cuatro temporadas en la Senior's Ontario League con los Kingston Aces hasta 1971.
Hasta 1988 fue el segundo máximo anotador histórico de los Fort Wayne Komets, por lo que fue introducido al Komet Hall of Fame, y el número 16 que utilizó con el equipo también fue retirado.

## Estadísticas
| 1952–53   | Fort Wayne Komets | IHL       | 60  | 31  | 21  | 52  | 46  | —  | —  | —  | —  | —  |
| 1953–54   | Fort Wayne Komets | IHL       | 62  | 23  | 19  | 42  | 45  | 2  | 0  | 1  | 1  | 0  |
| 1954–55   | Fort Wayne Komets | IHL       | 54  | 15  | 23  | 38  | 69  | —  | —  | —  | —  | —  |
| 1955–56   | Fort Wayne Komets | IHL       | 60  | 27  | 32  | 59  | 47  | 4  | 1  | 0  | 1  | 0  |
| 1956–57   | Fort Wayne Komets | IHL       | 58  | 34  | 25  | 59  | 40  | —  | —  | —  | —  | —  |
| 1957–58   | Fort Wayne Komets | IHL       | 64  | 38  | 21  | 59  | 59  | 5  | 1  | 1  | 2  | 0  |
| 1957–58   | Louisville Rebels | IHL       | —   | —   | —   | —   | —   | 1  | 1  | 0  | 1  | 0  |
| 1958–59   | Fort Wayne Komets | IHL       | 56  | 33  | 34  | 67  | 61  | 11 | 11 | 6  | 17 | 32 |
| 1959–60   | Fort Wayne Komets | IHL       | 67  | 44  | 44  | 88  | 63  | 13 | 6  | 6  | 12 | 11 |
| 1960–61   | Fort Wayne Komets | IHL       | 69  | 34  | 47  | 81  | 89  | 8  | 5  | 5  | 10 | 14 |
| 1961–62   | Fort Wayne Komets | IHL       | 58  | 48  | 48  | 96  | 106 | —  | —  | —  | —  | —  |
| 1962–63   | Fort Wayne Komets | IHL       | 70  | 56  | 46  | 102 | 44  | 11 | 5  | 15 | 20 | 7  |
| 1963–64   | Fort Wayne Komets | IHL       | 65  | 27  | 41  | 68  | 67  | 12 | 5  | 4  | 9  | 9  |
| 1964–65   | Fort Wayne Komets | IHL       | 38  | 9   | 21  | 30  | 16  | —  | —  | —  | —  | —  |
| 1965–66   | Fort Wayne Komets | IHL       | 20  | 6   | 5   | 11  | 20  | —  | —  | —  | —  | —  |
| Total IHL | Total IHL         | Total IHL | 801 | 425 | 427 | 852 | 763 | 67 | 35 | 38 | 73 | 72 |